# Isola Barry (Antartide)
L'isola Barry è un'isola situata al largo della costa di Fallières, nella Terra di Graham, in Antartide. L'isola, che è lunga circa 0,34 km e raggiunge una larghezza massima di circa 0,25 km, appartiene all'arcipelago delle isole Debenham, situate nel canale Powell, tra l'isola Millerand e la costa.

## Storia
L'isola Barry è stata cartografata nel corso della spedizione britannica nella Terra di Graham, condotta dal 1934 al 1937 al comando di John Riddoch Rymill, che la utilizzò come base nel 1936 e nel 1937. Proprio Rymill battezzò l'isola con il suo attuale nome in onore di Kenneth Barry Lempriere Debenham, il più giovane dei figli di Frank Debenham, uno dei membri del comitato consultivo della spedizione. Nel 1951 sull'isola è stato installato il primo insediamento argentino a sud del circolo polare antartico, poi battezzato base Generale San Martín. Utilizzata fino al 1961 e poi abbandonata, dal 1976 la base è stata riammodernata ed è divenuta un insediamento permanente e centro di coordinamento di diversi altri insediamenti argentini in Antartide.